# Żelazny Mur
Żelazny Mur – grupa skał we wsi Żelazko w województwie śląskim, w powiecie zawierciańskim, w gminie Ogrodzieniec, na Wyżynie Częstochowskiej będącej częścią Wyżyny Krakowsko-Częstochowskiej. 
Żelazny Mur znajduje się w lesie na przedłużeniu ulicy Wschodniej. Przedłużeniem ul. Wschodniej jest leśna droga. W odległości około 500 m na wschód od końcowego przystanku autobusowego po prawej stronie drogi leśnej, za rowem przeciwczołgowym, znajdują się skały Żelaznego Muru i są z tej drogi dostrzegalne (z trudem). Mają wysokość do 18 m i uprawiana jest na nich wspinaczka skalna. W 2018 roku Grzegorz Rettinger na poprowadził na nich 9 dróg wspinaczkowych o trudności od IV do VI.4 w skali Kurtyki. Na niektórych zamontował stałe punkty asekuracyjne: plakietki (p) i boldy zjazdowe (b), na pozostałych wspinaczka tradycyjna (trad). Na drodze nr 1 i 7 prawidłowa asekuracja jest trudna. 
1. Pół rysy; VI.1, trad
2. Bateria patriotów;  VI.1, trad
3. Żelazna załupa; V, trad, 1 wyciąg
4. Trudny Harry; VI.4, 7p +b
5. Chudy Allen; VI.2+, 7p +b
6. Niestały członek; VI.1, tradycyjna
7. Lądowsiko baranów; VI.2, tradycyjna
8. Wściekłe pięści; VI.1, tradycyjna
9. Żelazna załupa; IV, trad, 2 wyciągi[1].

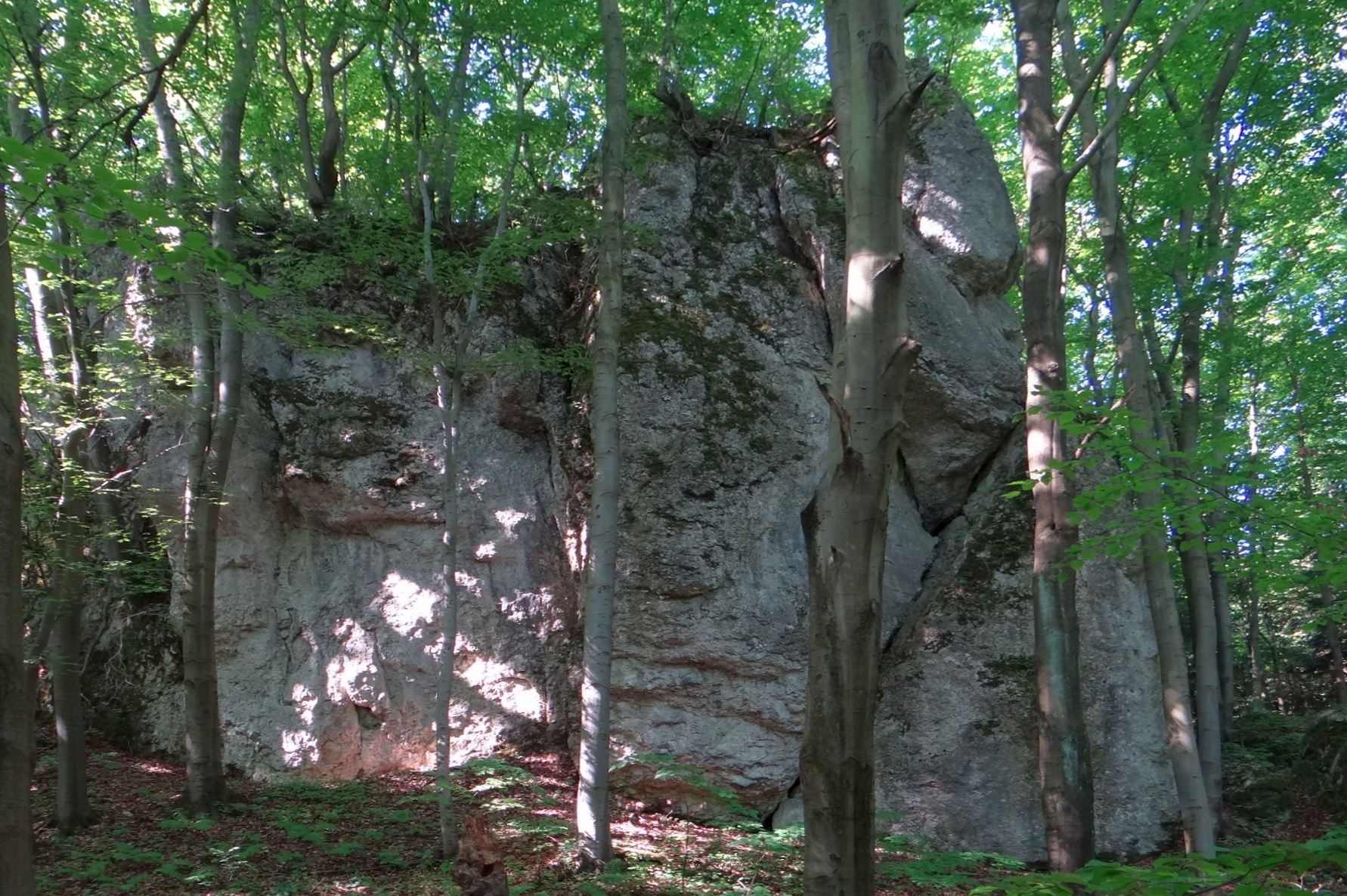
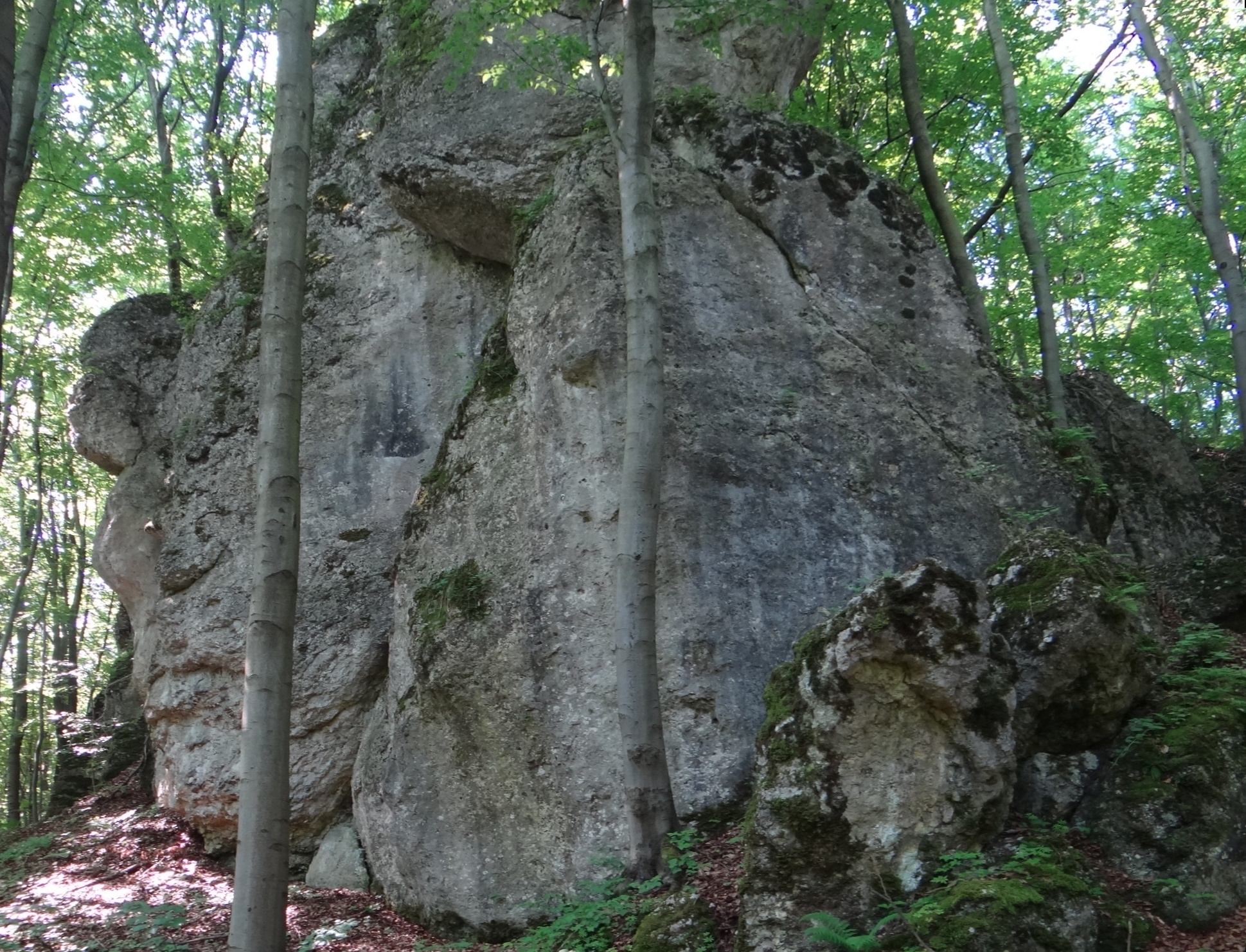
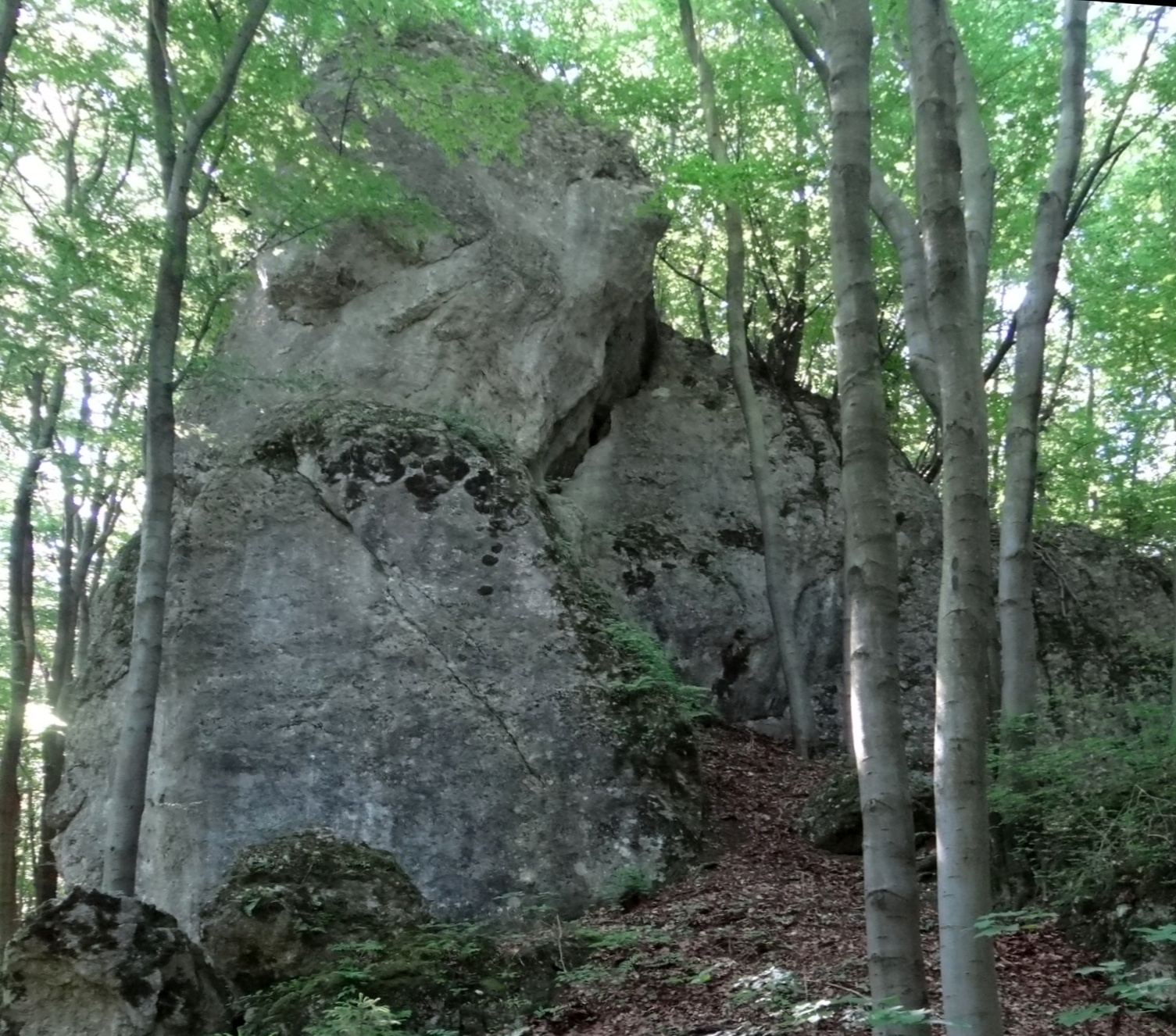
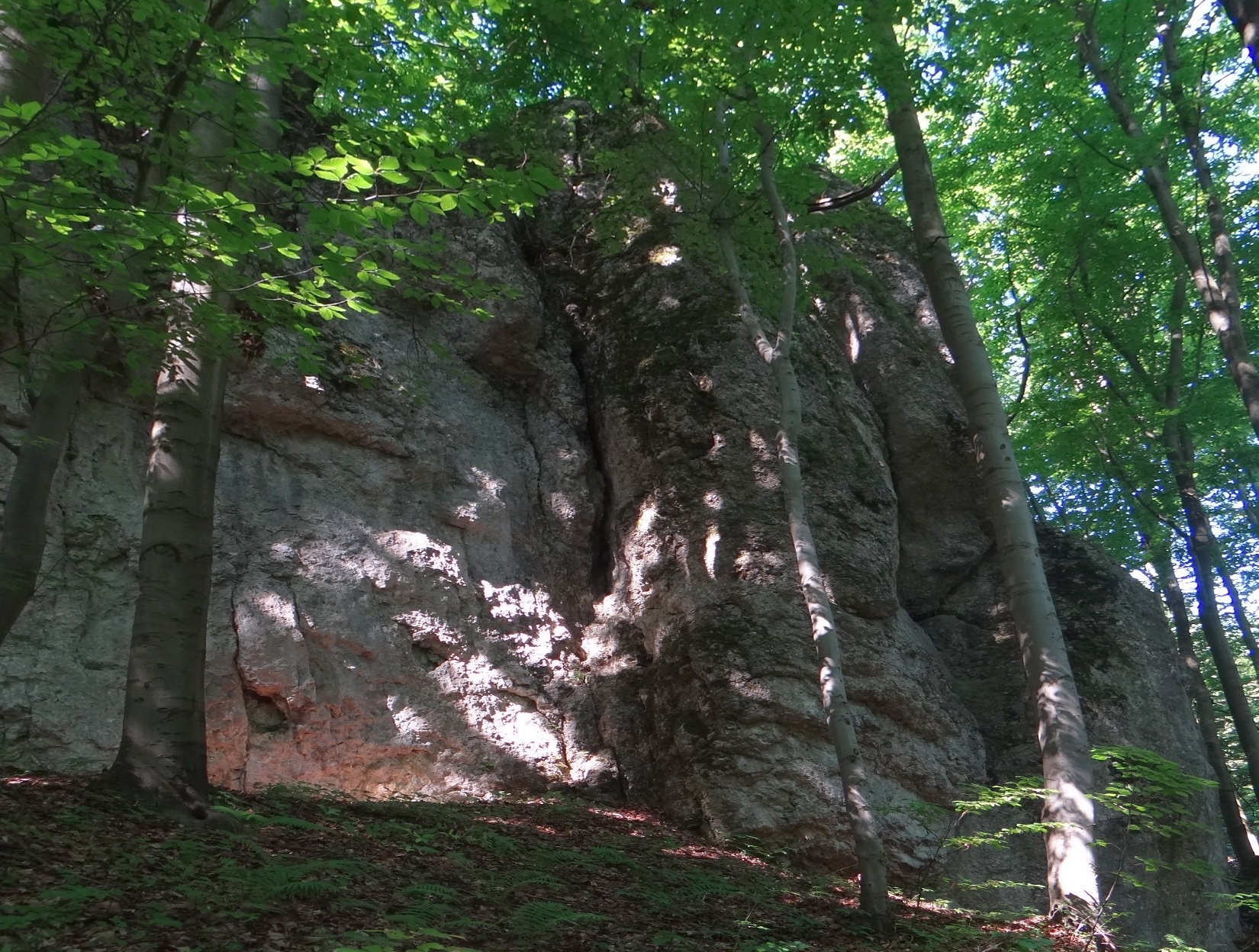

Żelazny Mur cieszy się wśród wspinaczy niewielką popularnością.